# تمام ارواح
تمام ارواح (به انگلیسی: All Souls Trilogy) عنوان سه‌گانهٔ مشهور از نویسنده و محقق سبک خیال‌پردازی-تاریخی آمریکایی، دبورا هارکنز است که نخستین رمان آغازین آن با عنوان کشف جادوگران، عنوان پرفروش‌ترین اثر نیویورک تایمز را به دست آورد. سایر عناوین این مجموعه به ترتیب و بعد از کشف جادوگران، عبارت هستند از؛ سایه شب و کتاب زندگی.